# Guaro
Guaro es un municipio y localidad de España, en la provincia de Málaga, Andalucía. Está situado a 354 metros sobre el nivel del mar y a 44 kilómetros de Málaga capital. Pertenece a la comarca de la Sierra de las Nieves. Tiene una superficie de 22 kilómetros cuadrados y una población de 2047 habitantes en 2016.

## Historia

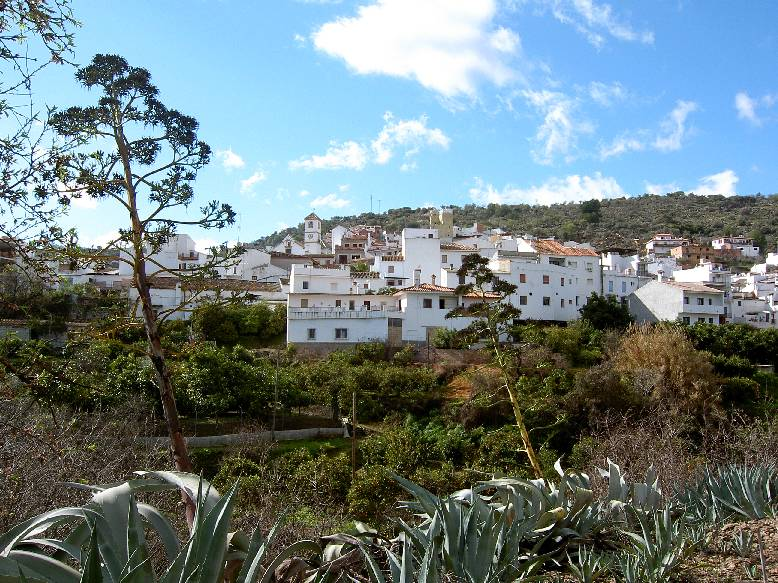
Vista de Guaro

El primer asentamiento data de la época árabe y estuvo en el lugar conocido como Guaro el Viejo, a los pies de una torre que formó parte de la cadena de torres y castillos del valle del Guadalhorce.
El municipio fue conquistado por los Reyes Católicos en 1485, está documentado que su alguacil morisco era, en 1491, Hamed Hazá, cuando acudió a la llamada del cadí de Málaga, Alí Dordux.
Guaro consiguió ser villa en 1614 por orden del rey Felipe IV, y el 28 de septiembre de 1648 concedió el Condado de Guaro a D. Juan Chumacero de Sotomayor y Carrillo, Oidor de la Real Chancillería de Granada y Caballero de Santiago, título que aún hoy poseen sus descendientes, la familia Patiño.

## Monumentos y Museo

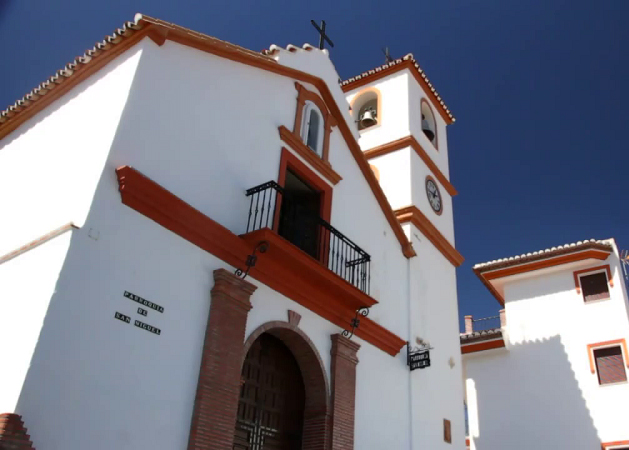
La iglesia parroquial de San Miguel Arcángel

La iglesia parroquial de San Miguel Arcángel es uno de los monumentos más importantes de Guaro. Este templo está ubicado en el centro del casco antiguo a pocos metros del Ayuntamiento y la Fuente de San Isidro Labrador. Fue construido en una antigua mezquita en 1505 y renovado hasta dos veces. Tiene planta de cruz latina sin las naves laterales, en la fachada encontrarás la imagen de San Miguel y, a su derecha, el campanario.
Otros dos edificios religiosos destacados son las ermitas de Cruz del Puerto y San Isidro, esta última ubicada al lado del Río Grande en un lugar de eucalipto. Desde la ermita de Cruz del Puerto, las vistas panorámicas de los alrededores son excepcionales, y en su interior encontrará una de las imágenes más veneradas por los vecinos, el Cristo de Limpias.
Centro Cultural Al-Andalus y su Museo Etnográfico del Aceite, que alberga una prensa de aceite árabe del siglo XII. El objetivo de este espacio es resaltar el valor del municipio como productor tradicional de aceitunas desde el período de Al-Andalus. También sobre el mismo tema, el Museo del Aceite de Marmolejo tiene una colección de herramientas y maquinaria de las antiguas fábricas de Guaro.

## Geografía humana

### Demografía
Cuenta con una población de 2469 habitantes (INE 2024).
| Gráfica de evolución demográfica de Guaro entre 1842 y 2021                                                           |
| |
| Población de derecho según los censos de población del INE. Población de hecho según los censos de población del INE. |

### Transporte público
Guaro no está integrado formalmente en el Consorcio de Transporte Metropolitano del Área de Málaga, aunque las siguientes líneas de autobuses interurbanos operan en su territorio:
| Línea | Trayecto                                                     | Información        |
| ----- | ------------------------------------------------------------ | ------------------ |
| M-334 | Málaga-Guaro (por Alhaurín de la Torre y Alhaurín el Grande) | Horarios y Paradas |
| M-336 | Guaro-Málaga (Por Alhaurín el Grande y Cártama)              | Horarios y Paradas |

### Economía

#### Evolución de la deuda viva municipal
| Gráfica de evolución de Deuda viva del Ayuntamiento de Guaro entre 2008 y 2019                                |
| |
| Deuda viva del Ayuntamiento de Guaro en miles de Euros según datos del Ministerio de Hacienda y Ad. Públicas. |